# Adaptation humaine à la haute altitude
L’adaptation à la haute altitude chez l'homme est une adaptation de populations humaines, spécialement les Tibétains, certains habitants des Andes et des hauts plateaux éthiopiens, qui ont acquis une capacité unique à survivre à de très hautes altitudes. L'expression désigne une évolution adaptative irréversible aux environnements de haute altitude, associée à des comportements et des mutations génétiques héréditaires.
Alors que la plupart des humains souffriraient de sérieux problèmes de santé, ces populations natives se développent bien dans les régions les plus élevées du globe telles que l'Himalaya, les Andes et les hauts plateaux éthiopiens.
Par rapport aux populations vivant à plus basse altitude, celles vivant en haute montagne ont subi d'importants changements physiologiques et génétiques, en particulier des systèmes de régulation de la respiration et de la circulation sanguine,.
Cette adaptation a été reconnue comme un exemple de sélection naturelle en action. En fait, l'adaptation des Tibétains est considérée par les scientifiques comme l'évolution humaine la plus rapide car elle est estimée dater de moins de 3 000 ans,,. Mais de récentes découvertes viennent contredire cette affirmation, cette adaptation hors d'Afrique serait due à l'hybridation avec l'homme de Denisova.
D'origine africaine, Homo sapiens n'a quitté l'Afrique que relativement récemment (il y a moins de 100 000 ans) et colonisé le reste du monde y compris les environnements les plus extrêmes comme les régions polaires et la haute montagne. L'oxygène essentiel à la vie animale est présent dans l'atmosphère en proportion identique quelle que soit l'altitude, mais la pression atmosphérique diminuant avec l'altitude fait que la densité de l'air diminue dans les mêmes proportions. Ainsi, aux altitudes où la pression est deux fois plus faible qu'au niveau de la mer, une inspiration, à volume identique, contient deux fois moins de molécules, et donc deux fois moins d'oxygène. De ce fait, les plus hautes chaînes montagneuses du monde sont considérées comme inhabitables. Cependant, quelque 140 millions de personnes vivent en permanence au-dessus de 2 500 m d'altitude en Amérique du Nord et du Sud, Afrique de l'Est et Asie où elles prospèrent depuis des millénaires sans difficultés apparentes.
Il est connu que les humains d'autres parties du monde souffrent de sérieuses complications du mal aigu des montagnes dans ces régions, qui peuvent entraîner des traumatismes graves, voire la mort. De façon remarquable, la compréhension détaillée des mécanismes biologiques a révélé que l'adaptation des Tibétains, des habitants des Andes et des Éthiopiens est bien un exemple observable du principe d'évolution darwinienne chez les humains, le processus de sélection naturelle agissant sur des valeurs sélectives telles qu'un appareil respiratoire à plus hautes performances,.

## Origine et base

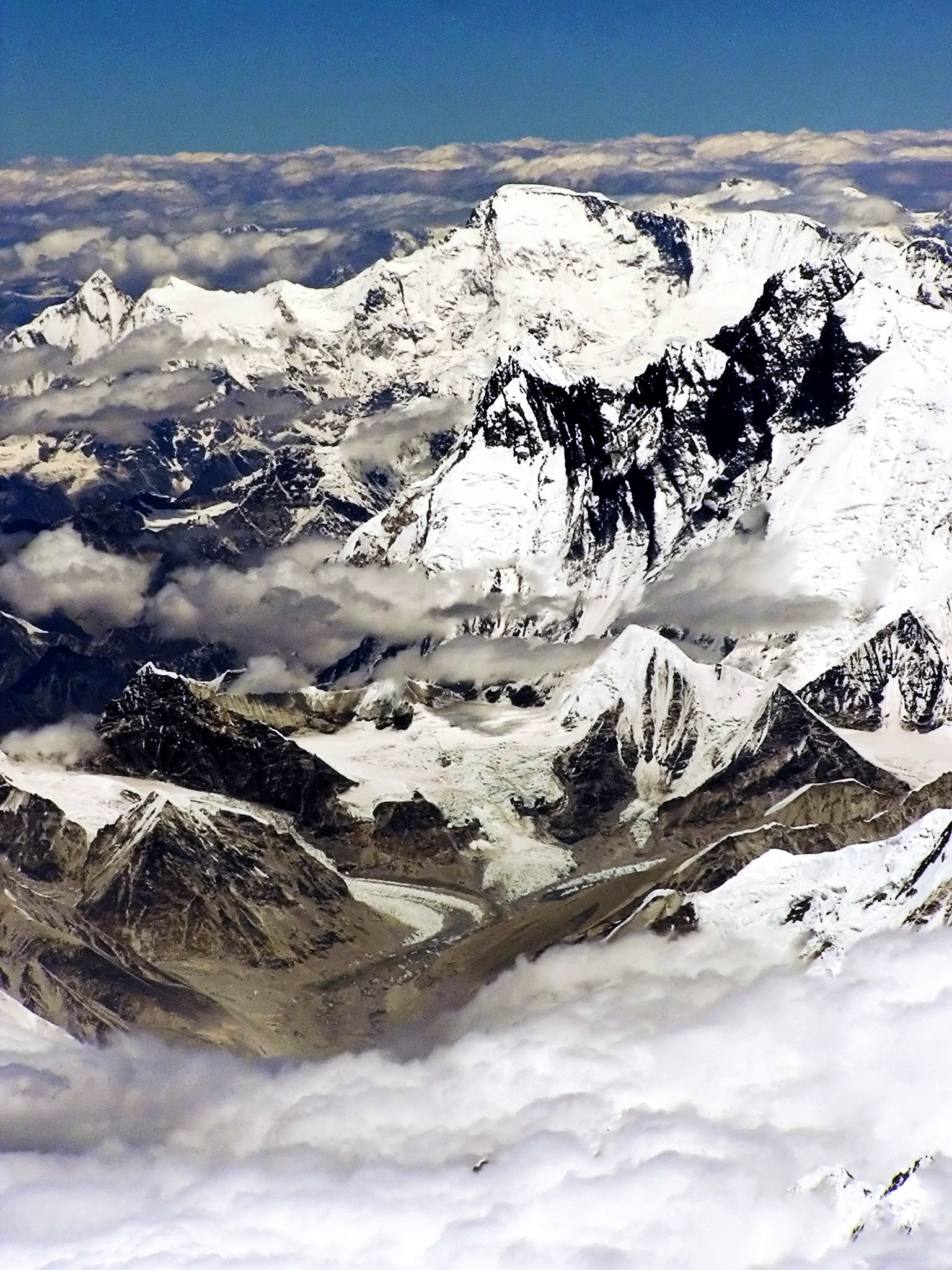
L'Himalaya au bord sud du plateau tibétain

Il est normal que l'espèce humaine se soit adaptée à l'environnement de plaine qui constitue son milieu d'origine et où l'oxygène est généralement abondant. Lorsque les habitants de plaine montent à des altitudes supérieures à 2 500 m, ils souffrent du mal aigu des montagnes qui est une forme d'hypoxie, un syndrome clinique de manque d'oxygène. Les complications incluent fatigue, étourdissement, essoufflement, mal de tête, insomnie, malaise, nausée, vomissement, crampe, perte d'appétit, acouphène, gelure, cyanose (bleuissement des doigts et lèvres) et vasodilatation (dilatation des veines),,. La maladie est aggravée par des symptômes connexes tels que l'œdème cérébral (gonflement du cerveau) et l'œdème pulmonaire (accumulation d'eau dans les poumons),. Pendant plusieurs jours, ils respirent excessivement et consomment trop d'énergie même lorsque le corps est au repos. Puis le rythme cardiaque décroît généralement. En fait, l'hypoxie est l'une des causes principales de décès des alpinistes,. Chez la femme, la grossesse peut être sévèrement affectée par le développement d'hypertension appelée prééclampsie, qui cause des accouchements prématurés, des bébés de poids faible et souvent des complications de la grossesse avec hémorragies, crises d'épilepsie et mort maternelles,.
Il existe des caractéristiques spécifiques aux environnements de haute altitude, comme la faible concentration d'oxygène disponible (attribuable à la baisse de pression barométrique), l'augmentation du rayonnement solaire, de plus grandes fluctuations de la température quotidienne, l'aridité, une faible biomasse et la limitation de la production d'énergie. Il est d'autant plus frappant que plus de 140 millions de personnes dans le monde vivent à une altitude supérieure à 2 500 mètres, dont 13 millions en Éthiopie, 1,7 million au Tibet (pour un total de 78 millions en Asie), 35 millions dans les Andes en Amérique du Sud, et 0,3 million dans les montagnes Rocheuses.
Certains natifs du Tibet, d'Éthiopie et des Andes vivent à ces hautes altitudes depuis des générations et sont protégés de ces conditions à la suite d'une adaptation génétique,. On estime qu'à 4 000 mètres, chaque bouffée d'air contient seulement 60 % des molécules d'oxygène disponibles au niveau de la mer. À des altitudes supérieures à 7 600 mètres, le manque d'oxygène devient mortel. Autrement dit, ces montagnards sont constamment exposés à un environnement très pauvre en oxygène, mais ils vivent sans problème débilitant dans cet environnement défavorable. L'adaptation qu'ils partagent est la capacité à maintenir des niveaux relativement faibles d'hémoglobine, qui est la protéine responsable du transport de l'oxygène dans le sang. L'un des effets les mieux documentés de la haute altitude est le retard de croissance intra-utérin. Il est connu que les femmes appartenant aux populations de haute altitude ne sont pas affectées ; les études montrent même que, en moyenne, elles donnent naissance à des enfants plus lourds que les femmes vivant en plaine. Cela est particulièrement vrai chez les bébés tibétains, dont le poids à la naissance est de 294 à 650 g (en moyenne 470 g) plus élevé que dans la population chinoise environnante, et leur taux d'oxygène sanguin est considérablement plus élevé.
Les premières investigations scientifiques sur l'adaptation aux hautes altitudes ont été faites par A. Roberto Frisancho de l'Université du Michigan à la fin des années 1960 sur les Quechuas du Pérou,. Les études sur les Tibétains ont été lancées au début des années 1980 par l'anthropologue Cynthia Beall de la Case Western Reserve University.

## Bases physiologiques

### Tibétains

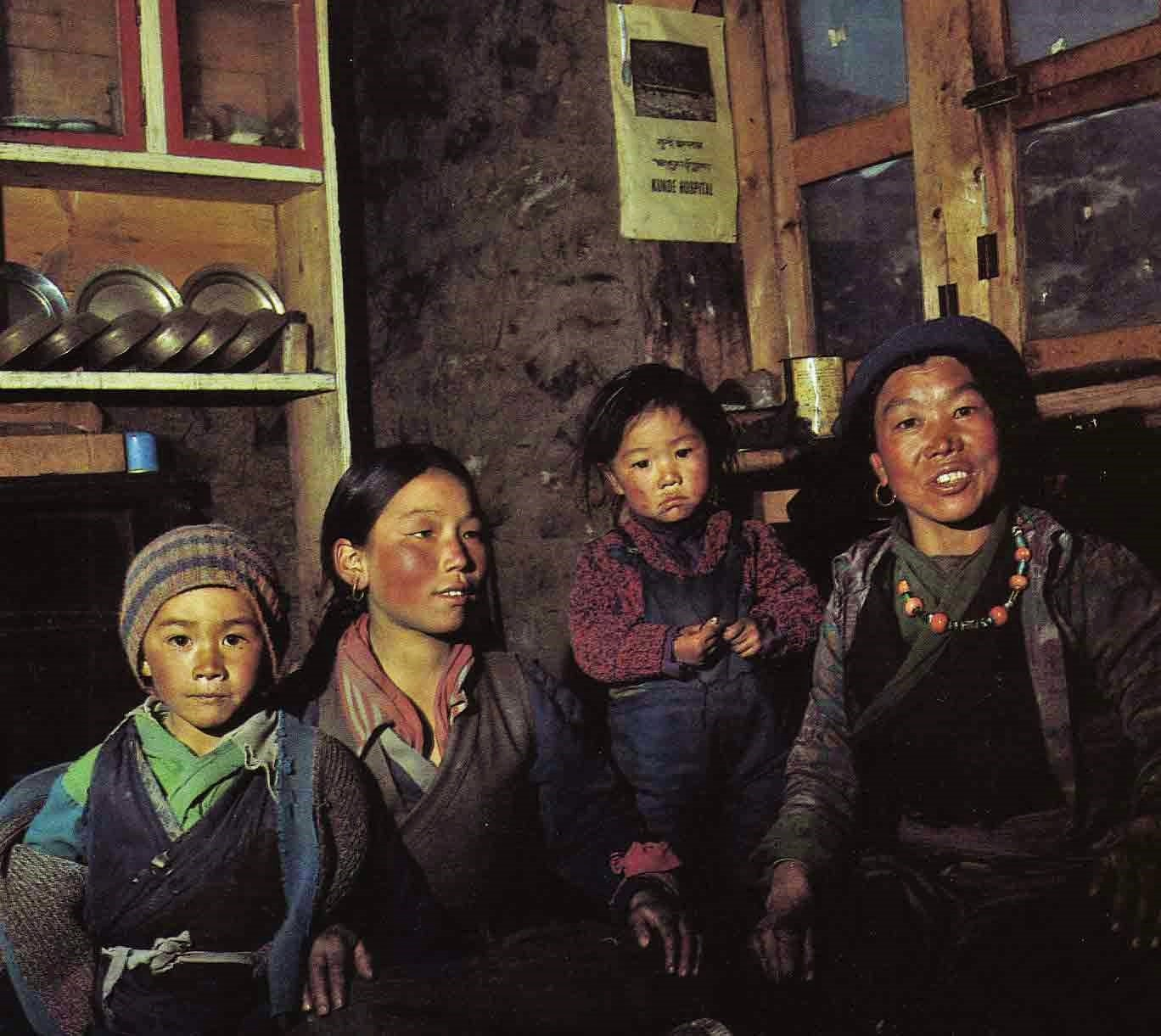
Famille Sherpa

Les débuts de l'escalade de l'Himalaya au XXe siècle ont porté à l'attention des scientifiques les performances physiques extraordinaires des Tibétains à haute altitude. On s'est rendu compte que ces groupes ethniques ont vécu à une altitude inhabituellement haute plus longtemps que n'importe quelle autre population, et l'hypothèse d'une adaptation génétique évolutive est apparue.
Le plateau tibétain a une altitude moyenne de 4 000 mètres. Justement surnommé « le toit du monde » et couvrant plus de 2,5 millions de km2, il est le plus élevé et le plus grand plateau du monde. En 1990, il a été estimé que 4 594 188 Tibétains vivaient sur le plateau, dont 53 % à une altitude de plus de 3 500 mètres. Un assez grand nombre (environ 600 000) vivent à une altitude supérieure à 4 500 mètres dans la zone Chantong-Qingnan.
Là où vivent ces populations, la pression atmosphérique n'est que d'environ 60 % de celle au niveau de la mer. De façon remarquable, les Tibétains, qui ont vécu à haute altitude depuis seulement 3 000 ans, ne présentent pas de concentrations élevées d'hémoglobine pour faire face à la moindre disponibilité de l'oxygène comme observé dans d'autres populations installées temporairement ou récemment à des altitudes élevées. Au lieu de cela, les Tibétains inhalent plus d'air à chaque respiration et respirent plus rapidement que les populations de plaine ou des Andes. Les Tibétains ont une meilleure oxygénation à la naissance, une plus grande capacité pulmonaire totale tout au long de leur vie, et une plus grande capacité pour l'activité physique. Ils montrent une augmentation substantielle de la circulation sanguine cérébrale, une concentration en hémoglobine inférieure, et sont moins susceptibles de souffrir du mal aigu des montagnes que les autres,.
La plupart des gens peuvent développer une tolérance à court terme à l'altitude par une préparation physique et un suivi minutieux et systématique des mouvements, mais les changements biologiques sont temporaires et réversibles lorsque ces personnes retournent en plaine.
En outre, à la différence des gens de plaine qui expérimentent une accélération de la respiration pendant quelques jours après l'accès à des altitudes élevées, les Tibétains conservent cette respiration rapide et une capacité pulmonaire élevée tout au long de leur vie.
Cela leur permet d'inhaler de plus grandes quantités d'air par unité de temps pour compenser la moindre densité de l'air. De plus, ils ont des niveaux élevés de monoxyde d'azote dans le sang, pratiquement le double par rapport aux habitants des plaines, ce qui contribue probablement à la dilatation de leurs vaisseaux sanguins pour améliorer la circulation sanguine.
Leur niveau d'hémoglobine est toutefois dans la norme (en moyenne 15,6 g/dl chez les hommes et 14,2 g/dl chez les femmes), ne présentant pas d'écart notable par rapport aux personnes vivant en basse altitude. Cela démontre une compensation à long terme du déficit de l'approvisionnement en oxygène qui leur permet d'échapper aux effets de l'hypoxie et au mal des montagnes tout au long de leur vie. Même lorsqu'ils gravissent les plus hauts sommets comme l'Everest, ils montrent une absorption régulière d'oxygène, une meilleure ventilation, de plus gros volumes pulmonaires, de plus grandes capacités de diffusion, un poids corporel constant et une meilleure qualité de sommeil comparativement à des personnes venues de la plaine.
L'étude d'ADN fossile a permis à Rasmus Nielsen (Université de Californie) d'affirmer, en 2014, que les Tibétains détenaient le gène EPAS1, facilitant l'adaptation à l'altitude, en raison de croisements anciens avec l'homme de Denisova, seule espèce à détenir ce gène.

### Habitants des Andes
Il est connu depuis des siècles, notamment par les missionnaires du XVIe siècle, que la reproduction des habitants des Andes a toujours été tout à fait normale, sans aucun effet constaté en termes de fécondité ou de risque d'avortement précoce, effets communs au stress hypoxique. Ils ont acquis un volume pulmonaire résiduel plus important et une augmentation associée de la surface alvéolaire par rapport à la moyenne des êtres humains, caractéristiques complétées par une épaisseur des tissus supérieure et une augmentation modérée des globules rouges. Bien que la croissance de la taille de leur corps soit retardée, la croissance des volumes pulmonaires est accélérée.
Contrairement aux Tibétains, les Andins, qui ont vécu à haute altitude depuis plus de 11 000 ans, n'affichent pas un taux d'hémoglobine remarquable. Ils présentent plutôt la même concentration d'hémoglobine élevée que les habitants des plaines exposés à des altitudes élevées. Cependant, ils ont augmenté le niveau d'oxygène dans leur hémoglobine, c'est-à-dire que leur sang transporte plus d'oxygène par unité de volume sans nécessiter d'accélération du rythme respiratoire. Cela leur permet de surmonter l'hypoxie et de se reproduire normalement sans risque de mort pour la mère ou le bébé. Mais le taux d'hémoglobine élevé les expose au risque de souffrir de mal chronique des montagnes avec l'âge.

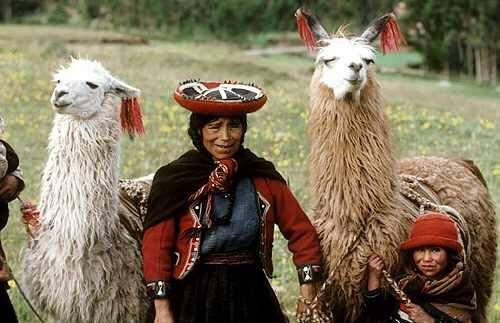
Femme Quechua et ses lamas

Parmi les Quechuas de l'altiplano, il existe une mutation importante de NOS3, le gène codant la synthase endothéliale de l'oxyde nitrique (eNOS), qui est associé à des niveaux plus élevés d'oxyde nitrique en haute altitude. Les enfants de Ñuñoa d'ascendance Quechua bénéficient d'un taux d'oxygène dans le sang supérieur (91.3) et d'une fréquence cardiaque inférieure (84.8) par rapport aux enfants de la même école originaires d'ethnies différentes, qui ont un taux moyen de 89,9 et un rythme cardiaque de 88-91. Les femmes d'origine Quechua nées et élevées en altitude ont un volume pulmonaire proportionnellement plus élevé pour une meilleure respiration.

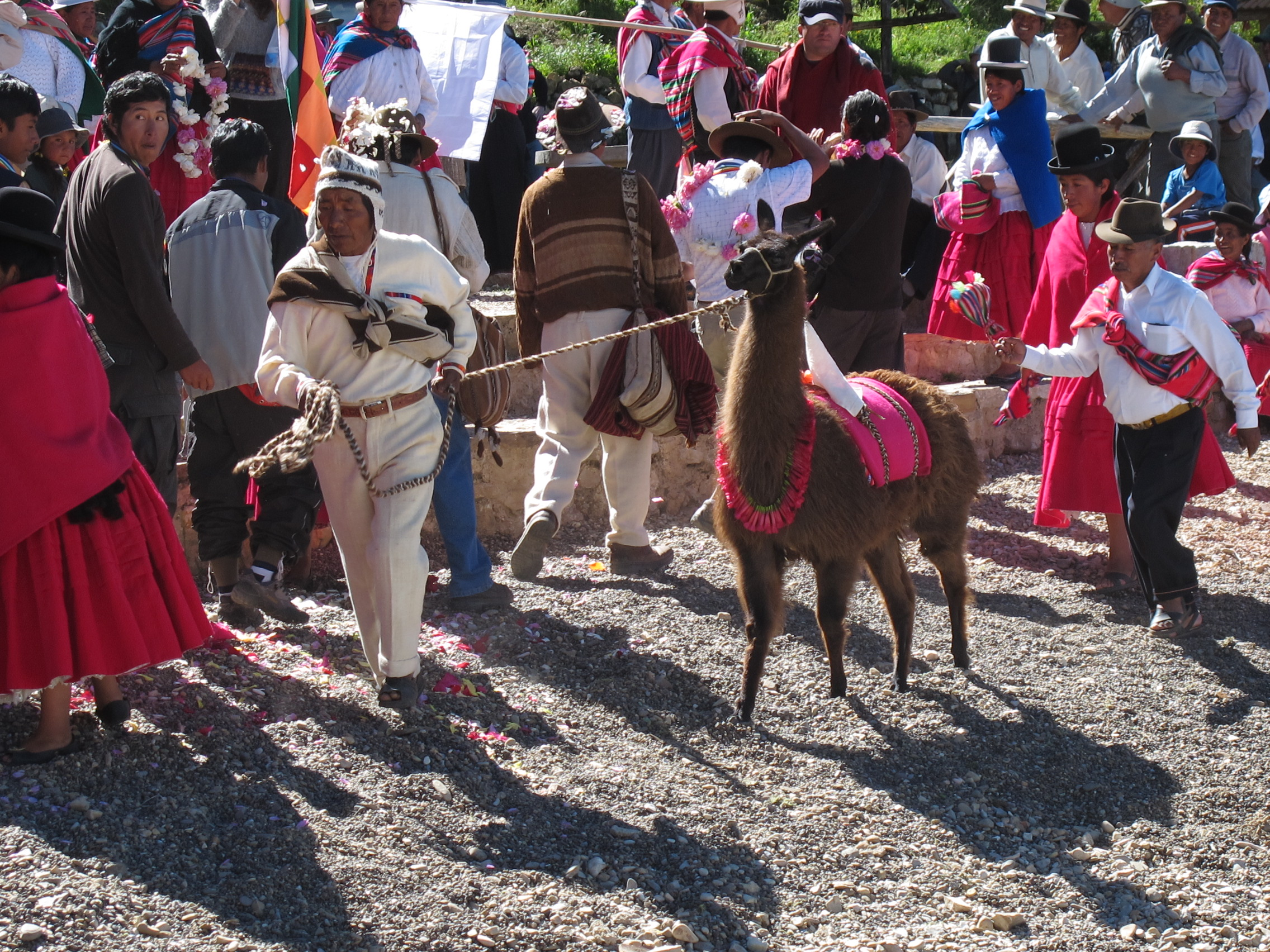
Cérémonie Aymara

Les comparaisons de profils sanguins montrent que, parmi les Andins, les montagnards Aymaras sont mieux adaptés aux régions de montagne que les Quechuas,. Parmi les Aymaras de Bolivie, la respiration au repos et la réponse ventilatoire hypoxique sont plus basses (environ 1,5 fois) que chez les Tibétains. La variation génétique intrapopulation est relativement faible chez les Aymaras,.
En outre, contrairement aux Tibétains, le taux d'hémoglobine dans le sang est plus élevé que la normale chez les Aymaras, avec une moyenne de 19,2 g/dl pour les hommes et 17,8 g/dl pour les femmes.
Parmi les différentes populations de montagnards indigènes, les réponses physiologiques sous-jacentes à l'adaptation sont très différentes. Par exemple, pour les quatre caractéristiques quantitatives que sont la ventilation au repos, la réponse ventilatoire hypoxique, la saturation en oxygène et la concentration d'hémoglobine, les niveaux sont significativement différents entre les Tibétains et les Aymaras. Les Andins sont en général les moins bien adaptés, comme en témoignent leur fréquent mal des montagnes et la perte de caractères adaptatifs lorsqu'ils déménagent en plaine.
Dans le Nord du Chili, à la frontière avec la Bolivie, une poignée de mineurs ont vécu à proximité du volcan Aucanquilcha à une altitude de 5 950 m, où ils étaient encore quatre en 1985.

### Éthiopiens
Les Amharas d'Éthiopie vivent également à des altitudes très élevées, entre 3 000 et 3 500 mètres. Les Amharas présentent des niveaux élevés d'hémoglobine comme les habitants des Andes et les gens de plaine montant en haute altitude, mais ne présentent pas d'hémoglobine à haute teneur en oxygène comme les Andins. Parmi les personnes en bonne santé, les concentrations moyennes d'hémoglobine sont de 15,9 et 15,0 g/dl respectivement pour les hommes et les femmes (un taux comparable à ce que l'on peut trouver chez les Tibétains et chez les populations vivant en basse altitude), et une teneur moyenne en oxygène de l'hémoglobine de 95,3 %, ce qui est supérieur à la moyenne, comme dans les Andes. En outre, les montagnards éthiopiens ne présentent pas les importants changements de la circulation sanguine du cerveau observés chez les montagnards péruviens et reliés à leurs fréquents maux des montagnes. Pourtant, comme les Andins et les Tibétains, les montagnards éthiopiens sont à l'abri des dangers extrêmes causés par l'environnement de haute altitude, et leur modèle d'adaptation est unique par rapport aux autres populations de montagne.

### Habitants du Caucase
Certains habitants du Daghestan vivant au-dessus de 2 000 mètres d'altitude dans la région du Caucase ont également un métabolisme spécialement adapté à la moindre densité de l'air.

## Bases génétiques
L'évolution moléculaire sous-jacente de l'adaptation à haute altitude a été explorée et comprise assez récemment. Selon les pressions géographiques et environnementales, l'adaptation à haute altitude implique différents modèles génétiques, dont certains ont évolué assez récemment. Par exemple, les adaptations tibétaines sont devenues courantes au cours des 3 000 dernières années, un exemple rapide de l'évolution humaine récente. Au tournant du XXIe siècle, il a été rapporté que la constitution génétique des composants respiratoires des populations tibétaine et éthiopienne est très différente.

### Tibétains
Preuve substantielle dans montagnards tibétains suggère que la variation du taux d'hémoglobine et d'oxygène sanguin niveaux sont adaptatif remise en forme darwinienne. Il a été démontré que les femmes tibétaines avec une forte probabilité de posséder une à deux allèles pour haute teneur en oxygène du sang (ce qui est étrange pour les femmes normales) avait plus d'enfants survivants; plus la capacité de l'oxygène, plus le taux de mortalité infantile.
En 2010, pour la première fois, les gènes responsables des caractères adaptatifs uniques ont été identifiés suivant les séquences du génome de 50 Tibétains et de 40 Chinois Han de Pékin. Dans un premier temps, le signal le plus fort de la sélection naturelle détectée est un facteur de transcription impliqué dans la réponse à l'hypoxie, appelé endothéliale par Arnt-Sim-protéine (PAS) du domaine 1 (EPAS1). Il a été constaté que l'un polymorphisme d'un seul nucléotide (SNP) à EPAS1 montre une différence de fréquence de 78% entre Tibétains et Chinois continentaux échantillons, représentant la variation génétique plus rapide observé dans aucun gène humain à ce jour. Ainsi, l'adaptation à la haute altitude du Tibet devient le processus le plus rapide de phénotype observable d'évolution de l'homme, qui est estimé daté d'il y a moins de 3 000 ans, lorsque les Tibétains se séparent de la terre ferme et de la population chinoise. Les mutations dans EPAS1, à une fréquence plus élevée dans les Tibétains que leurs voisins han, en corrélation avec une diminution des concentrations d'hémoglobine chez les Tibétains, qui est la marque distinctive de leur adaptation à l'hypoxie. Simultanément, les deux gènes, EGL neuf homolog 1 (EGLN1) (qui inhibe la production de l'hémoglobine sous une concentration élevée en oxygène) et des peroxysomes récepteur alpha activé par les proliférateurs (PPARa), ont également été identifiées pour être sélectionnée de manière positive par rapport à une diminution de l'hémoglobine nature dans les Tibétains.
De même, les Sherpas, connus pour leurs explorations de l'Himalaya, présentent des tendances similaires dans le gène EPAS1, qui fortifie en outre que le gène est sous sélection pour l'adaptation à la vie en haute altitude des populations tibétaines.
EPAS1 et EGLN1 sont certainement les principaux gènes de caractères adaptatifs uniques en comparaison avec ceux des Chinois et des Japonais. Tous ces gènes (EPAS1, EGLN1, et Ppara) fonctionnent de concert avec un autre gène nommé hypoxie facteurs inductibles (HIF), qui à son tour est un régulateur principal de production de globules rouges dans le sang en réponse au métabolisme de l'oxygène,,. Les gènes sont associés non seulement à une diminution du taux d'hémoglobine, mais aussi dans la régulation du métabolisme énergétique. EPAS1 est significativement associée à une augmentation de la concentration en lactate (le produit de la glycolyse anaérobie) et PPARa est corrélée avec une diminution de l'activité de l'oxydation des acides gras. En outre, les Tibétains sont enrichies pour des gènes de la classe des maladies de la reproduction humaine (tels que les gènes de la daz, BPY2, CDY et HLA-DQ et HLA-DR groupes de gènes) et de processus biologique catégories de réponse à des dommages de l'ADN stimulus et la réparation de l'ADN (tel que RAD51, RAD52, et MRE11A), qui sont liés à des caractéristiques d'adaptation de poids de naissance infantile élevée et plus sombre tonus de la peau et sont très probablement dus à la récente adaptation locale.

### Habitants des Andes
Les modèles d'adaptation génétique chez les Andins sont largement distinctes de celles de la tibétaine, avec les deux populations présentant des signes de la sélection naturelle positive dans différents gènes ou des régions de gènes. Cependant, EGLN1semble être la signature principale de l'évolution, car elle montre des signes de sélection positive dans les deux Tibétains et les Andins. Même alors, le modèle de variation de ce gène diffère entre les deux populations. Parmi les Andes, il n'y a pas d'associations significatives entre EPAS1 ou EGLN1 SNP génotypes et la concentration de l'hémoglobine, qui a été la caractéristique des Tibétains. L'ensemble des séquences du génome de 20 Andins (demi d'entre eux ayant le mal des montagnes chronique) ont révélé que deux gènes, SENP1 (un régulateur de l'érythropoïèse) et ANP32D (un oncogène) jouent un rôle vital dans la faiblesse de leur adaptation à l'hypoxie.

### Éthiopiens
Le mécanisme d'adaptation des montagnards éthiopiens est tout à fait différent. C'est probablement parce que leur migration vers les hautes terres était relativement tôt; par exemple, l'Amhara ont habité des altitudes supérieures à 2 500 mètres depuis au moins 5 000 ans et altitudes autour de 2 000 à 2 400 mètres de plus de 70 000 ans. L'analyse génomique de deux ethnique groupes, Amhara et Oromo, a révélé que les variations génétiques associées à la différence de l'hémoglobine chez les Tibétains ou d'autres variantes dans le même emplacement du gène n'influencent pas l'adaptation dans les Ethiopiens. L'identification de gènes spécifiques révèle en outre que plusieurs gènes candidats sont impliqués dans des Ethiopiens, y compris CBARA1, Vav3, ARNT2 et THRB. Deux de ces gènes (Thrb et ARNT2) sont connus pour jouer un rôle dans la voie de HIF-1, une voie impliquée dans les travaux antérieurs rapportés en tibétain et études andines. Cela confirme l'idée que l'adaptation à la haute altitude se pose de façon indépendante entre les différents montagnards à la suite d'une évolution convergente .